# Handball-Verbandsliga Bayern 1986/87
Die Handball-Verbandsliga Bayern 1986/87 wurde unter dem Dach des „Bayerischen Handballverbandes“ (BHV) organisiert, sie stellt den Unterbau zur Handball-Bayernliga dar und war als fünfthöchste Liga im deutschen Ligensystem eingestuft.

## Saisonverlauf
Meister der Landesliga Nord wurde das Team des BSV 1898 Bayreuth und Vizemeister der TG 1861 Heidingsfeld. Südgruppenmeister war die TSV Friedberg und Vizemeister der TSV Göggingen 1875. Alle vier Clubs waren damit direkt für die Bayernliga 1987/88 qualifiziert. 

Bereich des „Bayer. Handballverbandes“ (BHV)

### Modus
Die in Gruppe Nord und Süd eingeteilte Liga spielte je eine Hin- und Rückrunde. Platz eins jeder Gruppe war Staffelsieger. Die Plätze eins und zwei jeder Gruppe waren Direktaufsteiger in die Bayernliga, daher fanden in dieser Saison auch keine Relegationsspiele statt. Die zwei Letztplatzierten einer jeden Gruppe waren Direktabsteiger.

## Teilnehmer
Nicht mehr dabei waren die Auf- und Absteiger der Vorsaison. Neu dabei waren die Bayernliga-Absteiger
TG Landshut,

TV 1861 Rothenburg, TSV 1846 Lohr
und die Aufsteiger aus den Bezirksligen.